# František Doubek
František Doubek (4 de abril de 2002) es un deportista de República Checa que compite en atletismo. Ganó una medalla de oro en el Campeonato Mundial de Atletismo Sub-20 de 2021, en la prueba de decatlón.